# Type Pasteur
Le type Pasteur désigne plusieurs séries de timbres-poste d'usage courant en petit format utilisées en France et, avec des surcharges spécifiques, dans certaines colonies françaises.
Représentant Louis Pasteur, ils sont initialement conçus comme des timbres commémoratifs devant célébrer le centenaire de la naissance du microbiologiste et sont destinés affranchir le courrier à destination des pays étrangers. Les tarifs de ces plis évoluant à plusieurs reprises, les Pasteur sont en définitive davantage utilisés comme des timbres d'usage courant sur le territoire français et remplacent partiellement et temporairement les timbres au type Semeuse ; de plus, leur dessin extrapolé de celui d'une médaille est perfectible. Ils sont émis entre 1923 et 1932 et retirés de la vente à partir de 1924 jusqu'en 1937, quand la date de retrait est connue.

## Historique
Sans doute à l'automne 1922, il est décidé d’émettre une série de timbres pour le centième anniversaire de la naissance de Louis Pasteur, l'un des pères de la microbiologie ; leur sortie est prévue le 27 décembre 1922, date anniversaire. Toutefois, en raison d'un retard dont les causes sont mal connues, les premiers exemplaires ne sont émis que plusieurs mois après. Compte tenu de la renommée dont Louis Pasteur jouit dans les autres pays, les timbres le représentant sont initialement amenés à affranchir le courrier à destination de l'étranger.
Louis Pasteur est, après Napoléon III, le premier personnage « réel » à être représenté sur un timbre-poste en France. Ces timbres qui, à l'origine se veulent purement commémoratifs malgré l'absence de mention ou de date en ce sens sur sur la vignette, deviennent, au fil des émissions rendues nécessaires par l'évolution des tarifs postaux due à l'inflation, des timbres d'usage courant. Trois timbres seulement sont initialement prévus ; ils sont en définitive douze, sans compter de nombreuses surcharges qui modifient leur utilisation, ainsi que leur emploi sur des entiers postaux ou en carnets, ces deux dernières présentations étant souvent des initiatives privées.

## Description

### Caractéristiques
Le timbre représente, en vue de profil gauche, Louis Pasteur. Il est dessiné et gravé par Georges-Henri Prud'homme, choisi par la famille de Pasteur. Prud'homme décide de reprendre le dessin d'une médaille qu'il a exécutée peu avant, mais si ce dessin convient pour une médaille en relief, il n'est pas adapté à la confection du timbre postal que le directeur de l'atelier du timbre qualifie même de « bien pauvre, plein de sécheresse et de lourdeur à la fois ». Le format et la configuration générale du timbre (fond plein, cadre à double bordure, inscriptions) le rapprochent de la Semeuse camée.
Dentelés 14 × 13½ et mesurant 20 × 24 mm comme tous les timbres petit format dentelés émis depuis 1862, les Pasteur sont imprimés en typographie à plat ou rotative, par feuilles de 100 ou de 300 selon les valeurs faciales ; dans le second cas, elles sont coupées en deux et livrées aux revendeurs par feuilles de 150.

### Présentations particulières

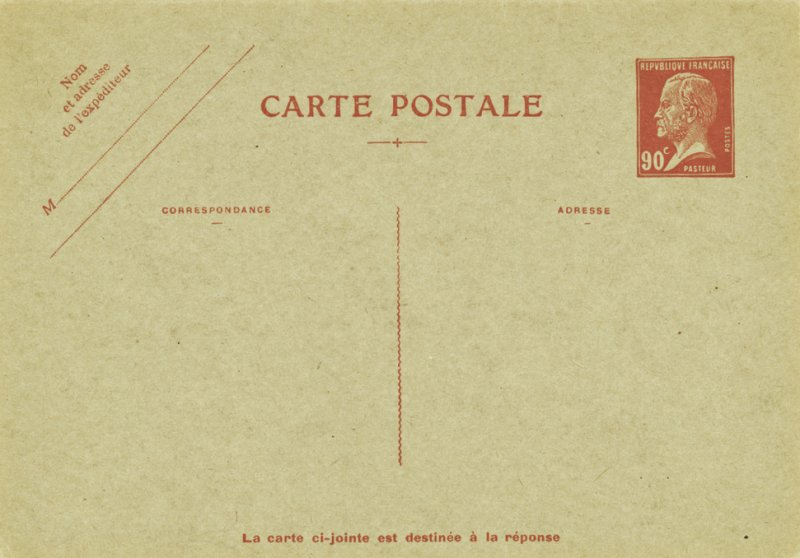
Pasteur 90 c rouge sur entier postal.

La présentation en roulettes concerne sept des douze timbres émis. Dans ce cas, l'impression est systématiquement faite en rotatives. Sauf exception, les timbres issus de roulettes sont diffcilement identifiables quand ils sont examinés isolés et a fortiori oblitérés sur lettre. Seule leur présentation en bande généralement verticale permet d'attester de leur origine.
Seul le 10 c vert est utilisé pour la confection de carnets de 20 timbres. La Poste réalise ainsi six carnets dont l'un fait la publicité, sur se couverture cartonnée, d'ouvrage consacré à Pasteur et publié à l'occasion de son centenaire. Le timbre est retiré moins d'un an après son émission en raison d'une augmentation des tarifs, ce qui explique le faible nombre de carnets émis par la Poste. Des entreprises privées utilisent le même principe avec l'impression de textes publicitaires dans les marges des timbres ou l'ajout d'une couverture. 
Les Pasteur de couleur verte ou rouge sont également présentés sous forme d'entiers postaux. Dans ce cas, le timbre est directement imprimé sur son support, une carte postale en l'occurrence. Si les postes n'utilisent cette possibilité qu'à six reprises, des utilisateurs privés réalisent également des entiers en insérant un message publicitaire sur la carte.

## Usages

### En France métropolitaine et vers l'étranger
Hormis les timbres surchargés, douze valeurs sont émises, différant par la couleur du fond. La couleur de chaque timbre correspond, au moment de son émission, à un usage postal bien défini et conforme aux recommandations de l'Union postale universelle pour les courriers internationaux : vert (imprimés), rouge (cartes postales) ou bleu (lettres). Les changements des tarifs — ceux-ci sont modifiés quatre fois entre 1923 et 1926 — imposent donc de réimprimer les timbres dans la couleur correspondant à leur nouvel usage ; dans le même temps, les timbres déjà imprimés restent en service mais sont utilisés à d'autres fins et leur couleur n'a plus de réelle signification. En définitive, les timbres au type Pasteur se retrouvent peu sur des courriers à destination de l'étranger ; ils trouvent surtout leur utilisation en France métropolitaine quand, par hasard, leur valeur faciale correspond à un tarif postal intérieur.
| Valeur faciale                    | Couleur      | Émission          | Retrait           | Remarques                                         |
| --------------------------------- | ------------ | ----------------- | ----------------- | ------------------------------------------------- |
| 10 c                              | vert         | 25 mai 1923       | 8 avril 1924      |                                                   |
| 30 c                              | rouge        | 25 mai 1923       | décembre 1924     |                                                   |
| 50 c                              | bleu         | 25 mai 1923       | juin 1924         |                                                   |
| 15 c                              | vert         | 19 septembre 1924 | juin 1926         |                                                   |
| 45 c                              | rouge        | 7 août 1924       | juin 1925         |                                                   |
| 75 c                              | bleu         | 1er juillet 1924  | juin 1926         |                                                   |
| 15 c                              | vert         | 1er décembre 1924 |                   | timbre préoblitéré                                |
| 45 c                              | rouge        | 1er août 1924     |                   | timbre préoblitéré                                |
| 50 c                              | bleu         | 1er juin 1924     |                   | timbre préoblitéré                                |
| 1 F                               | bleu         | 30 novembre 1925  | 26 février 1926   |                                                   |
| 20 c                              | vert         | 22 janvier 1926   | 1er juillet 1926  |                                                   |
| 1,25 F                            | bleu         | 1er mars 1926     | 8 septembre 1926  |                                                   |
| 30 c                              | vert         | 1er novembre 1926 | juin 1933         |                                                   |
| 90 c                              | rouge        | 1er novembre 1926 | juin 1927         |                                                   |
| 1,50 F                            | bleu         | 1er août 1926     | 1er juillet 1932  |                                                   |
| 50 c sur 75 c                     | bleu         | 1er novembre 1926 | juin 1927         | tirage : 13 000 000                               |
| 50 c sur 1,25 F                   | bleu         | 1er novembre 1926 | juin 1927         | tirage : 15 000 000                               |
| +50 c sur 1,50 F                  | rouge-orange | 26 septembre 1927 | 30 septembre 1928 | surtaxe Caisse d'amortissement tirage : 4 580 000 |
| +50 c sur 1,50 F                  | lilas        | 1er octobre 1928  | 30 septembre 1929 | surtaxe Caisse d'amortissement tirage : 1 430 000 |
| 10 F sur 1,50 F                   | bleu         | 16 août 1928      | 23 août 1928      | transport par hydravion tirage : 900 à 1 000      |
| +50 c sur 1,50 F                  | rouge-brun   | 1er octobre 1929  | 30 septembre 1930 | surtaxe Caisse d'amortissement                    |
| CONGRÈS DU B.I.T. 1930 sur 1,50 F | bleu         | 23 avril 1930     | 7 mai 1930        | Bureau international du travail tirage : 500 000  |
| 30 c                              | vert         | 1er juillet 1932  | 12 juillet 1937   | timbre préoblitéré                                |

Les timbres surtaxés « C A » (Caisse d'amortissement) ne sont pas émis sans la surcharge qu'ils portent. Pour rendre les contrefaçons plus difficiles et obliger les éventuels faussaires à imprimer tout le timbre et pas seulement la surcharge sur des timbres déjà en circulation, les vignettes surchargées « C A » sont imprimées dans des couleurs différentes des timbres usuels.
Le timbre à 1,50 F surchargé à 10 F est spécialement émis pour affranchir en août 1928 le courrier transitant entre New York et Paris à bord du paquebot Île-de-France puis, à l'approche ou au départ des côtes américaines, par un hydravion catapulté ou accueilli sur le bateau. Sur l'ensemble des timbres émis, seuls 250 sont réellement utilisés ; les autres sont achetés par des philatélistes.
Certains timbres, surchargés « SPÉCIMEN » en noir ou rouge, sont utilisés dans les cours d'instruction à destination du personnel des Postes ou sont destinés à être exposés dans les bureaux de poste pour indiquer aux usagers dans quelles conditions ils sont utilisables.
En 1923 Paul Laffont, sous-secrétaire d'État des Postes et Télégraphes, demande l'impression de cinquante épreuves de luxe destinées à des personnalités, une première dans l'histoire de la philatélie française. Ces feuillets présentent les trois timbres de la première émission.

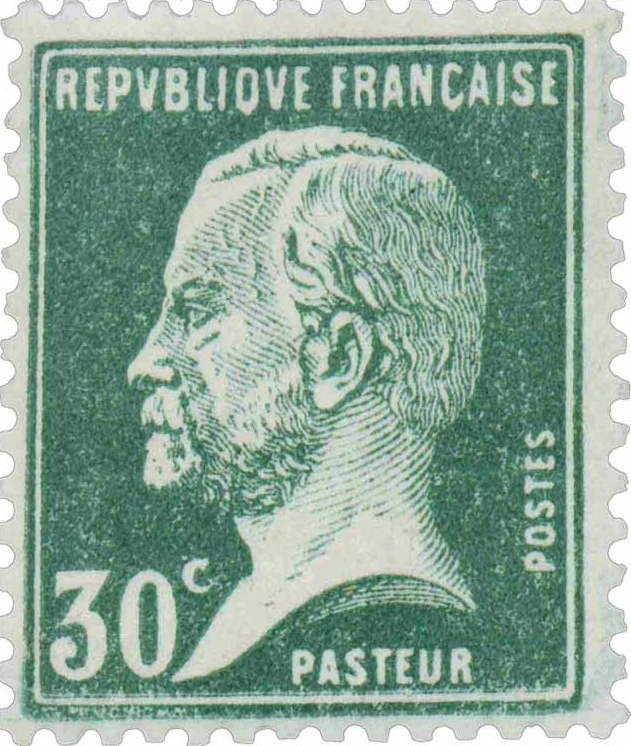
30 c, vert.
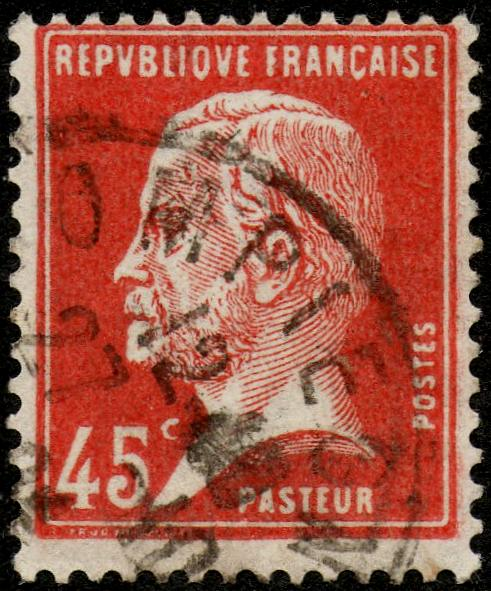
45 c, rouge.
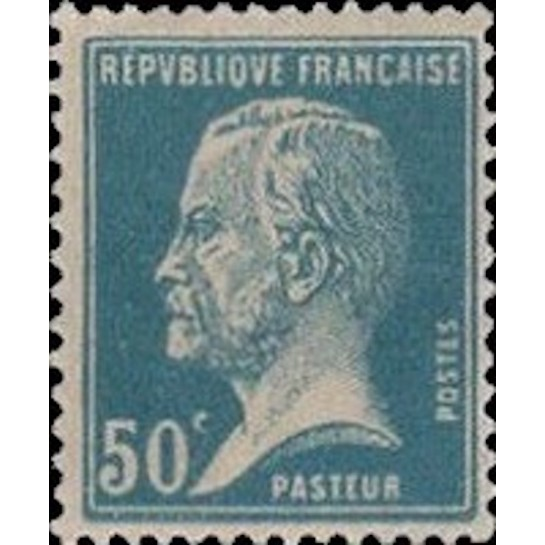
50 c, bleu.
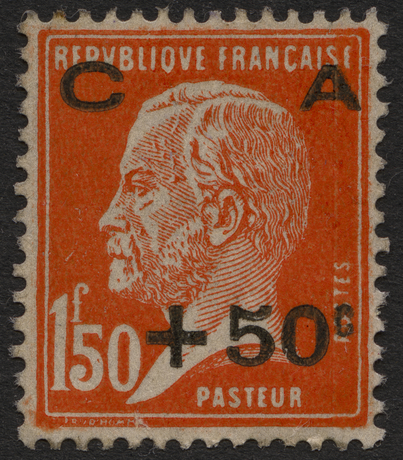
1,50 F + 50 c, rouge-orange, Caisse d'amortissement.
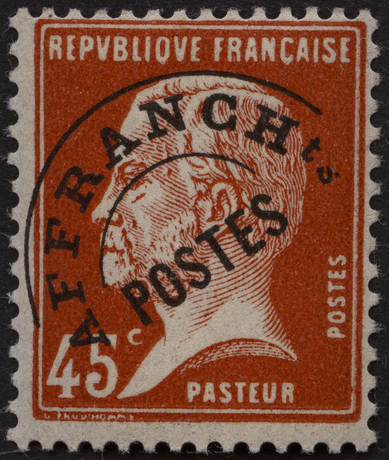
45 c, rouge, préoblitéré.
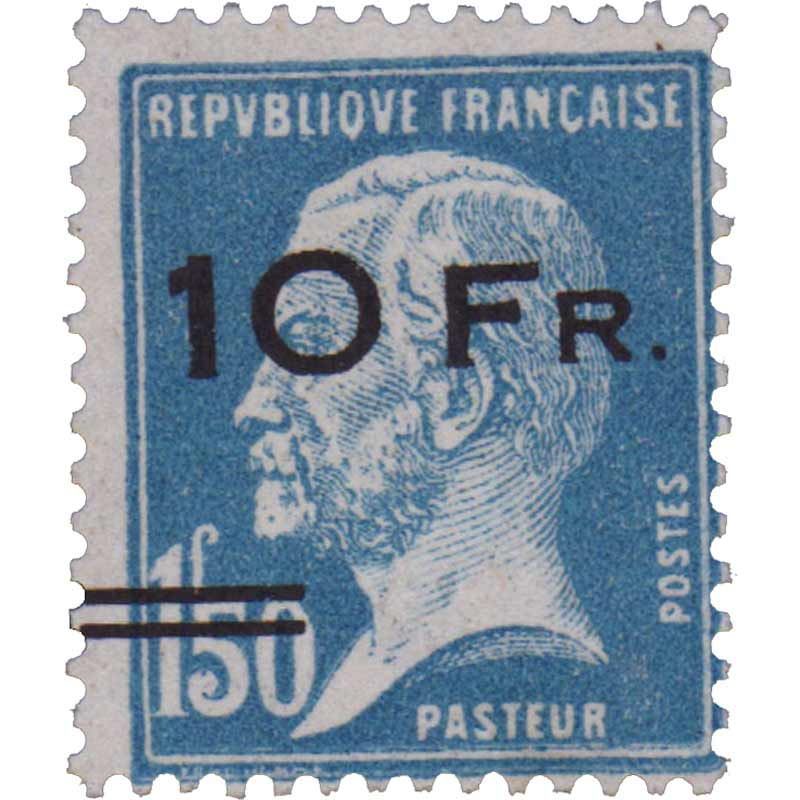
10 F sur 1,50 F, bleu, par hydravion.
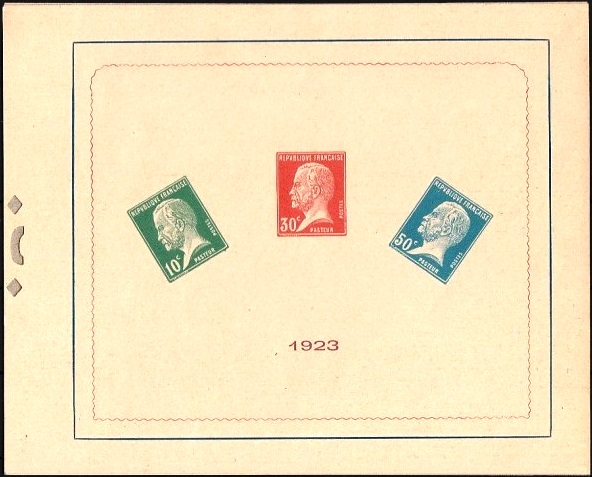
Épreuve de luxe de l'émission de 1923.

### Dans les colonies et outremer
Les timbres au type Pasteur sont également utilisés dans certains territoires sous administration française, moyennant une surcharge indiquant le territoire concerné (Algérie) et, le cas échéant, une nouvelle valeur faciale en monnaie locale (État des Alaouites, Grand Liban, Syrie).

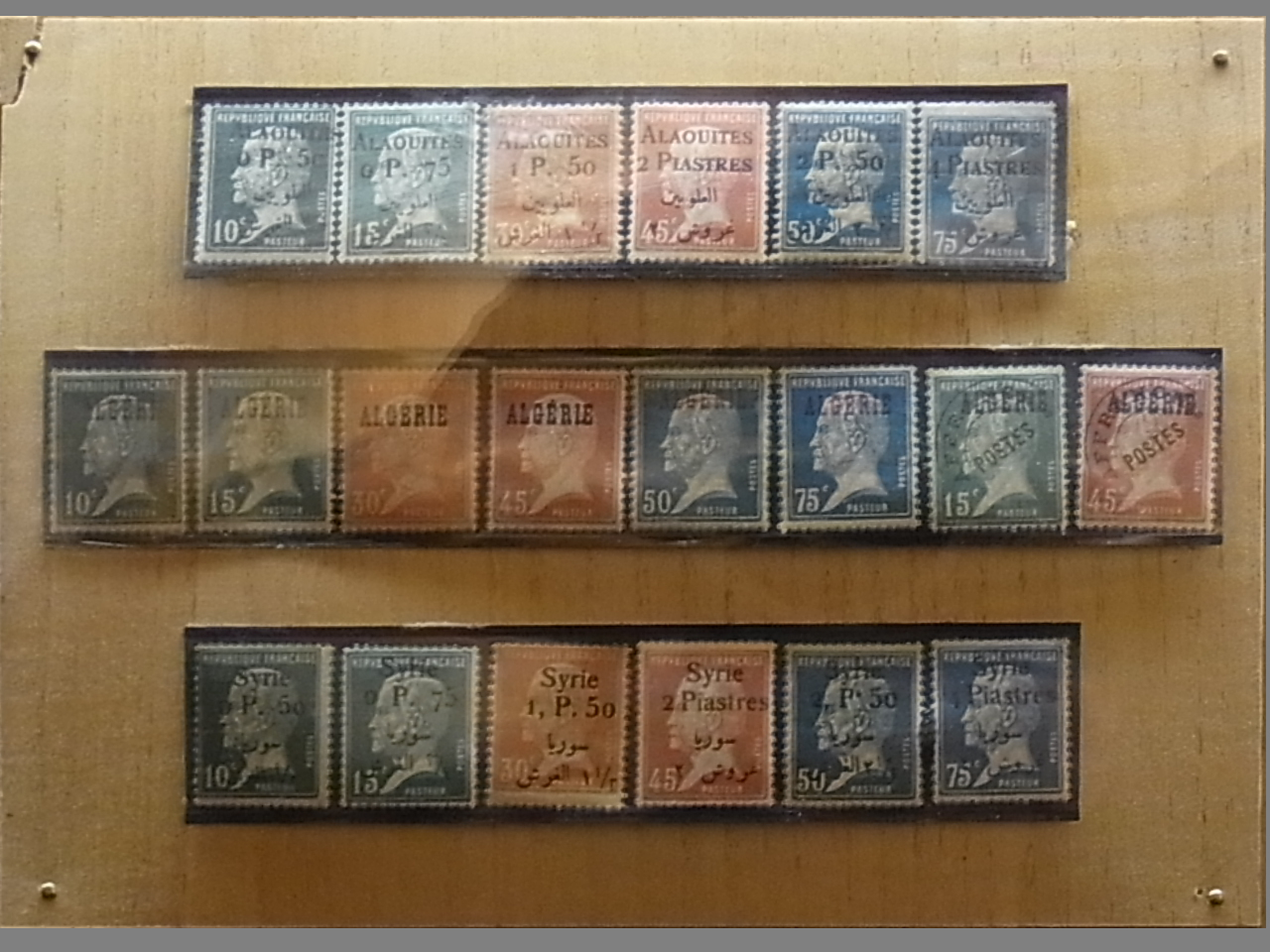
Timbres au type Pasteur surchargés hors de la France métropolitaine.

## Variétés accidentelles et intérêt philatélique
Les nuances de couleur sont peu remarquables mais beaucoup de variétés accidentelles fixées sont dues à des défauts d'encrage soit par manque (visage pâle), soit par excès (« tête de nègre »), soit par présence d'un corps étranger (petite tache circulaire auréolée appelée « anneau-lune »). Des différences de qualité de papier (très épais ou très mince) sont connues. Les variétés les plus spectaculaires sont des impressions recto-verso (le verso du timbre est aussi imprimé, mais l'image est plus terne ou floue) ou un pli-accordéon (un pli dans le papier avant impression laisse une zone vierge d'encre sur la vignette) lorsque le timbre est tiré sur feuilles à plat et des impressions sur le raccord de deux bobines de papier lorsqu'il est tiré sur rotative. Les surcharges destinées à l'utilisation sur d'autres territoires, à l'exception de l'Algérie, sont réalisées sur place à Beyrouth et souffrent de défauts récurrents : lettres absentes ou irrégulièrement espacées, surcharges renversées, etc..
En raison des fréquentes modifications des tarifs, les Pasteur ne circulent que peu, comparativement aux types Semeuse, d'utilisation quotidienne : ils sont moins recherchés par les collectionneurs. Il est toutefois possible, avec les timbres de base, surtout sur lettre vers l'étranger, les nombreuses surcharges ainsi que les carnets et entiers, plus rares, de constituer une collection conséquent de timbres de ce type.

## Postérité
Le 3 juin 2024, la Poste célèbre les cent ans de la machine à affranchir en éditant 70 000 exemplaires d'un carnet de quatorze timbres au type Pasteur de Prud'homme, dont deux au format agrandi. Les timbres sont cette fois dentelés 13, verticalement comme horizontalement.